# Подводные лодки типа U
Подводные лодки типа U (англ. U class) — тип британских средних подводных лодок, строившийся в 1939−1945 годах. Один из самых многочисленных и успешных типов военного времени. Часто группу III этого типа, сходную по конструкции, выделяют в тип V. Лодки первых двух групп получали в основном названия, начинающиеся на U, группы III на V. Но в обоих случаях были исключения.

## История постройки
Исходно (1935) лодки типа U задумывались как учебные, для тренировки противолодочных кораблей. Поэтому вооружение вначале не предусматривалось. Их прототипом были лодки типа H времен Первой мировой войны. Позже Адмиралтейство включило требование установки торпедных аппаратов (ТА). Скоро тип развился во вполне успешную боевую лодку, несмотря на небольшие размеры, скорость и дальность плавания.
Большинство лодок строились компанией Vickers-Armstrong, и большинство на её верфи в Барроу-и-Фирнесс. Группа I (3 лодки) была заказана по программе 1936 года. Только они были боеготовы к началу войны. Их боевое использование выявило недостатки, как-то: развитая надстройка в носу (для внешних ТА) создавала высокую носовую волну, заметную даже на перископной глубине которая, из-за довольно короткого перископа, была всего 3,66 м. Та же надстройка ухудшала управляемость в подводном положении. Винты сильно кавитировали и повышали шумность, демаскируя лодку. Шеститорпедный залп, весьма мощный для средней лодки, означал резкую потерю веса при выстреле: лодку было трудно удержать от самопроизвольного всплытия. Срочно добавленная 12-фунтовая палубная пушка была непопулярна у моряков. HMS Ursula получила более тяжелое 3-дюймовое (76-мм) орудие, но лишний вес заставил усилить палубные конструкции и в результате уменьшить запас торпед до 8. Две другие, HMS Undine и HMS Unity, были к тому времени потеряны.
Очевидным решением было снять внешние торпедные аппараты. Что и было проделано для группы II (46 единиц). Из II группы 12 лодок строились по срочной военной программе 1939 года, а следующие 34 по военным программам 1940 и 1941 годов. Форма надстройки в носу была изменена, а волнорезные щиты ТА сняты, чтобы исключить отказы в бою. В результате носовая волна исчезла, подводная управляемость улучшилась, а подводная скорость упала на 0,25 уз, но это сочли приемлемым. Длина кормовой оконечности (и общая длина) увеличилась на 1,5 м, а конструкция винтов и кормовой оконечности изменилась, что позволило отчасти сократить шумы. 12-фн пушка осталась стандартным палубным орудием, хотя Unbeaten и Unique получили 76-мм.

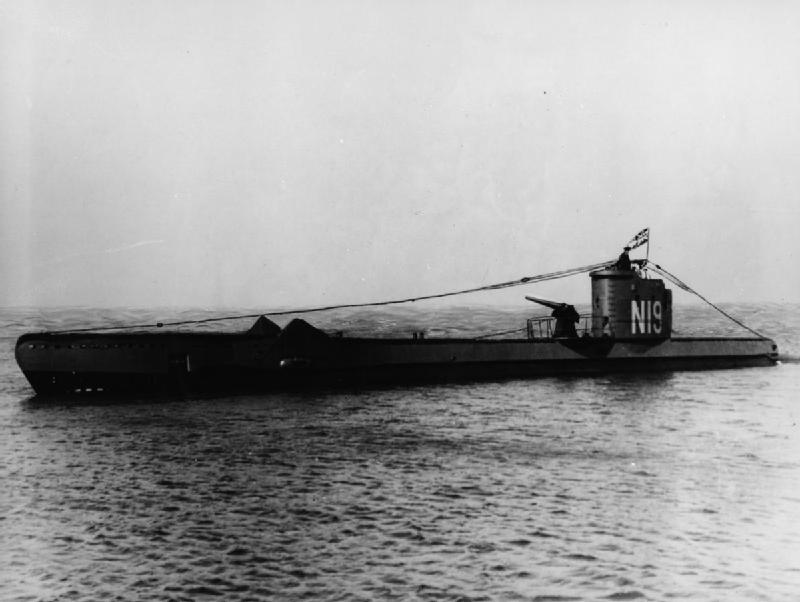
Лодка III группы. Надстройка в носу уменьшена.

Лодки группы III (21 единица) строились по срочным военным программам 1941−1942 годов. Всего было заказано 33 единицы, из них 12 отменены. Это был окончательный вариант типа U. Корпус удлинили ещё больше, чтобы уменьшить все ещё не изжитый шум винтов. Большая длина и более мощные дизеля дали прибавку в скорости. Была полностью переделана носовая оконечность, седловатость верхней палубы удалена. Кроме прямого наклонного форштевня, силуэт группы III был характерен мачтой нового выдвижного устройства — радара и радиопеленгатора. Начиная с HMS Umpire, появился сварной набор, а толщина обшивки прочного корпуса увеличилась.

## Конструкция
Лодки типа U, в отличие от остальных британских (не считая малосерийных и экспериментальных), имели однокорпусную конструкцию с укороченной в корме надстройкой. Такая конструкция уменьшала лобовое сопротивление, и что ещё важнее, время погружения (до 40 секунд из крейсерского положения). Расплатой была теснота внутри и не везде оптимальная форма прочного корпуса. Кроме того, отмечались трудности работы кормовой швартовной партии, особенно в темноте. Все цистерны, в том числе балластные, пришлось размещать в прочном корпусе. Так, в центральном посту побортно размещались ЦГБ средней группы, отнимая и без того малое пространство. Из балластных цистерн имелись: 6 ЦГБ в трех группах, 2 дифферентовочные, 1 уравнительная и 1 ЦБП. Приводы всех закрытий цистерн и приводы рулей были гидравлическими. Позже часть балластных цистерн были переделаны в балластно-топливные, что позволило довести запас топлива с 38 до 55 тонн и тем увеличить дальность плавания.
Прочный корпус делился на 6 отсеков: I — торпедных аппаратов; II — запасных торпед и помещение команды; III — аккумуляторный; IV — центральный пост (и второй аккумуляторный); V — отсек главных механизмов; VI — кормовой (вспомогательных механизмов). Корпус имел 4 внешних люка, из них 2 были приспособлены для шлюзования. Межотсечные переборки плоские; прочность ниже, чем у обшивки прочного корпуса. Лодки типа U так и не перешли на полностью сварные корпуса, хотя с 1942 стали строиться лодки с клепаной обшивкой и сварным набором. Это позволило сэкономить вес набора и за счет него утолстить листы обшивки. В результате рабочую глубину довели до 91 м.
Радикальной для того времени была схема движения. Главные дизели работали только на электрический генератор. Винты всегда приводились в движение электромоторами. Это позволило избежать сложных передач и муфт для подключения/отключения дизелей и моторов, а значит отказаться от множества демпфирующих опор и фундаментов, и связанных с ними шумов и вибраций.
Аккумуляторные батареи размещались в двух соседних отсеках (III и IV) что снижало живучесть. Ограждение горизонтальных рулей отсутствовало, а ограждение вертикального руля было тросовым. Носовые горизонтальные рули (НГР) в нерабочем положении не убирались в надстройку, а складывались кверху, при этом их края выступали выше верхней палубы. Такая конструкция создавала опасность повреждения волной, но была проще и дешевле в исполнении. Однако среди гидроакустического и навигационного вооружения были гирокомпас, гидроакустическая станция ASDIC, прибор торпедной стрельбы (ТАС) и система беспузырной стрельбы. По мере поступления на флот радара, его получали лодки II и III групп.

## Служба
Всего было построено 70 лодок типа U. Большинство из них вошли в состав Королевского флота. Помимо Великобритании, лодки типа U использовали Норвегия (6), Польша (2), Голландия (1), СССР (3), голлистская «Свободная Франция» (3), Дания (3) и Греция (6).
К началу войны только 3 лодки первой группы были полностью готовы. Все находились в метрополии. По мере вступления в строй новых единиц, они направлялись в основном в Средиземное море, и пополняли 10 флотилию с базой на Мальту. Часть оставалась в Северном море и Атлантике. На других театрах лодки данного типа не применялись.

### Средиземное море
Именно в Средиземноморье лодки типа U проявили себя больше всего. Здесь добился своих 20 побед HMS Upholder (лейтенант-коммандер Ванклин, англ. Malcolm David Wanklyn). В их числе 2 надводных корабля и 3 подводные лодки. В заметных количествах лодки начали поступать на Мальту с начала 1941 года. В первые два месяца прибыли 10 лодок типа U, командование базой принял коммандер Симпсон (англ. G. W. G. «Shrimp» Simpson). Результаты не замедлили сказаться: в феврале HMS Upright единственной торпедой потопила итальянский лёгкий крейсер «Армандо Диас». В марте военный кабинет расширил зону неограниченной подводной войны на весь путь ливийских конвоев, что улучшило условия для атак. 5 марта P31 (HMS Uproar) потопила 5000-тонный транспорт не пользуясь перископом, только по данным ASDIC. Поскольку атака была выполнена днём, при тихой погоде и гладком море, она считается уникальной.
С началом немецкой кампании против Советского Союза бо́льшая часть немецкой авиации была переброшена на Восточный фронт. Кроме того, начала приносить плоды расшифровка немецкой радиосвязи. Все это способствовало успехам подводников. Но чтобы не раскрывать сверхсекретный источник, приходилось принимать особые меры. Так, каждый вскрытый конвой сначала облетала авиация, чтобы создать видимость обнаружения с воздуха.
Благодаря успехам разведки крупная победа выпала HMS Unique. В августе итальянцы собрали большой конвой на Триполи, но его состав, время выхода и курс стали известны. Несколько лодок были направлены на перехват. Конвой был хорошо защищен кораблями и с воздуха. Лейтенанту Кершоу (англ. John Bertram de Betham Kershaw) понадобилось немалое умение, чтобы проникнуть внутрь охранения и потопить войсковой транспорт Esperia (11 850 тонн). Во время атаки два корабля охранения прошли непосредственно над лодкой.
1 сентября 1941 мальтийские лодки были сведены в 10-ю флотилию, её возглавил недавно произведенный в кэптены Симпсон. Флотилия стала самой знаменитой среди подводников, но она же понесла самые тяжелые потери. В сентябре, опять благодаря отличной работе разведки, был выявлен ещё один большой конвой. Получив от авиации подтверждение о его выходе, Симпсон приказал HMS Upholder, HMS Upright, HMS Unbeaten и HMS Ursula образовать завесу. В конвой входили три крупных войсковых транспорта: Oceania, Neptunia, Vulcania. Охранение состояло из 6 эсминцев. Unbeaten первым обнаружил конвой и доложил о контакте по радио, затем начал маневрировать, пытаясь сблизиться. Лучше расположенный Upholder дал полный залп, и по одной торпеде попало в совместившиеся в прицеле Oceania и Neptunia. Первый остался без хода, второй затонул немедленно. Upholder перезарядил аппараты и добил Oceania, как раз когда с тем же намерением подошел Unbeaten. В это время Ursula с большой дистанции атаковала Vulcania, но промахнулась.
Подводники имели успехи и в борьбе с боевыми кораблями. В декабре HMS Urge повредил новейший итальянский линкор Витторио Венето. Четырёхторпедный залп с дистанции 3000 ярдов дал одно попадание в районе первой башни. Линкор был выведен из строя более чем на 3 месяца.
Во второй половине 1941 года британцы потеряли на театре 6 лодок (в том числе 4 типа U). За это же время прибыли 13 новых, и общая численность дошла до 28. Весь 1941 год Средиземноморский театр поглощал большинство вступавших в строй лодок.
Они всерьез подорвали снабжение немецко-итальянской группировки в Северной Африке. К концу года немцы начали реагировать на потери. В сентябре в Средиземном море появились их лодки, начались бомбардировки Мальты и минные постановки вокруг острова. Результат сказался немедленно: в ноябре был потоплен HMS Ark Royal — единственный британский авианосец на театре, авиация на Мальте была разгромлена, потери подводных лодок выросли, крейсера и эсминцы покинули остров. Но сама реакция немцев говорит об успехах британских лодок.
В 1942 году немецкое сопротивление достигло высшей точки. В феврале на итальянские противолодочные корабли начали поступать гидроакустические станции (ГАС) немецкого производства, а Италия начала программу их массового строительства. Тогда же от Ла-Манша были переброшены по суше торпедные катера, которые вскоре выставили вокруг Мальты более 500 мин. Три британские лодки были повреждены бомбами в базе.
Но лодки продолжали действовать. 5 января 1942 снова отличился Upholder. На этот раз он последней торпедой потопил итальянскую лодку St. Bon. При этом выстрел был сделан без помощи ТАС, на глаз, в момент когда противник полным ходом сближался, ведя артиллерийской огонь. 12 января Unbeaten двумя попаданиями из четырёхторпедного залпа потопил немецкую U-374. Кроме того, 6 транспортов были потоплены или повреждены. В январе же была потеряна на мине лодка типа Т. В феврале Upholder записал на счет два из шести потопленных транспортов. Но начала приносить плоды немецкая ГАС. Две лодки (в том числе P38) были потоплены, в обоих случаях участвовал вооруженный ею итальянский миноносец Circe.
В марте Upholder опять добился успеха, потопив свою третью подводную лодку, Tricheco. 1 апреля 1942 года в районе острова Стромболи Urge двумя торпедами с большой дистанции потопил итальянский лёгкий крейсер Giovanni delle Bande Nere. Но в апреле из своего 25-го похода не вернулся Upholder (вероятно, потоплен 14 апреля). Его потеря пришла в самое тяжелое время и стала ударом для подводников и всего флота.
В конечном счете минные поля и истощение ПВО, особенно авиации, сделали базирование подводных лодок на Мальту невозможным. После того, как были потоплены все тральщики, 10-й флотилии пришлось оставить остров. При отходе погибли на минах 2 лодки, в том числе 27 апреля Urge. Последней в мае ушла HMS Una.
Общая численность лодок в апреле упала до 12, хотя из метрополии прибыли 11 новых лодок типа U. Часть более старых вернулись для ремонта. При всем этом, подводные лодки (всех типов) смогли потопить транспорты суммарным тоннажем свыше 118 000 т, легкий крейсер, эсминец и 6 подводных лодок. Но для общей картины это было немного: всего 6 % грузов, предназначенных Африканскому корпусу, не достигали цели.
На случай возможного вторжения на Мальту с моря потребовалось слежение за итальянскими военно-морскими базами. Лодки стали патрулировать подходы к ним. В марте находившаяся в патруле P36, своевременно донесла о выходе линкоров из Таранто, что привело к бою в заливе Сырт.
Полагая что Мальта как оперативная база разгромлена, Люфтваффе в мае 1942 вернулась на Восточный фронт. Эта ошибка оказалась критической. С прибытием новых лодок, выходом из ремонта старых, пополнением авиации и ослаблением давления на остров лодки вернулись. После трехмесячного отсутствия к июлю их численность выросла до 23. Новые командиры показали себя заметно агрессивнее. HMS Vampire потопил свою первую жертву тараном, а Unbroken не раз применял палубное орудие.
Проводка конвоев снабжения на Мальту превратилась в боевую операцию. Привлекались и подводные лодки. Так, для прикрытия с севера пути следования «Пьедестала» были развернуты 9 лодок, включая 7 типа U. Unbroken перехватил возвращавшийся в Мессину крейсер Bolzano и добился попадания. В результате крейсер был вынужден выброситься на мель, и вышел из строя до конца войны.
В октябре 1942 г большинство лодок были отведены с позиций для подготовки высадки союзников в Северной Африке. Но оставшиеся в море показали некоторые успехи: 12 потопленных транспортов и эсминец ценой двух потерянных лодок, включая Unique. В ходе самой высадки лодки использовались очень интенсивно: они не только прикрывали участки высадки в Средиземном море (со стороны Атлантики действовали в основном американцы), но и блокировали базы итальянского флота плюс Тулон. В декабре ими было потоплено 16 транспортов, и ещё несколько авиацией. За ноябрь-декабрь было потеряно 4 британских лодки, в том числе Unbeaten, Utmost и P48. Итальянцы сумели все же доставить 60 690 тонн грузов в Тунис.
Первая половина 1943 года знаменовала конец итальянских коммуникаций в Средиземноморье. Совместными действиями всех родов сил они были окончательно прерваны. Основную роль в этом сыграли лодки типов U и S. Они потопили 47 транспортов и много маломерных судов. Это составило 29 % потерь итальянцев в транспортном тоннаже. Были и победы над боевыми кораблями. Самой примечательной стало потопление в январе в районе Маритимо эсминца Bombardieri подводной лодкой HMS United. После этого лодка выдержала 36-часовую атаку глубинными бомбами. Когда командир открыл люк после всплытия, у людей началась рвота от кислородного отравления.
После капитуляции Италии пути снабжения через Средиземное море были обеспечены. Большинство лодок типа U были переброшены в Британию и нацелены на немецкие подводные лодки. Большие лодки, например типа Т, отправились на Дальний Восток.

### Северное море
В 1940 году лодки типа U не показали многого. Unity, находясь в завесе у рифа Хорн, не обнаружила немецкие корабли, вышедшие для вторжения в Норвегию; она не вернулась из похода, так как затонула от столкновения с торговым судном. Вообще за 1940 предъявить им было практически нечего. Но и лодок к тому времени было ещё мало.
Когда в 1944 году немецкие лодки лишились баз в Бискае, они переместились в Норвегию. На опушке норвежских шхер и охотились на них британские подводники. Здесь в феврале 1945 HMS Venturer потопил подводной атакой немецкую U-864.

## Представители

### Первая группа (I)

I группа после модернизации

| Название   | Спуск на воду   | Вступление в строй | Вывод из состава флота | Примечания |
| ---------- | --------------- | ------------------ | ---------------------- | --- |
| HMS Undine | 5 октября 1937  | 21 августа 1938    | 7 января 1940          | Повреждена немецкими кораблями, затоплена командой у о. Гельголанд                                                                                    |
| HMS Unity  | 16 февраля 1938 | 5 октября 1938     | 29 апреля 1940         | Затонула в результате столкновения с сухогрузом Atle Jarl на р. Тайн, 29 апреля 1940                                                                  |
| HMS Ursula | 16 февраля 1938 | 20 декабря 1938    | 26 июня 1944           | Передана советскому ВМФ 26 июня 1944, переименована В-4, возвращена Великобритании в начале 1950, в строй не вводилась. Отправлена на слом в мае 1950 |

### Вторая группа (II)

II группа

| Название      | Спуск на воду    | Вступление в строй                      | Вывод из состава флота | Примечания |
| ------------- | ---------------- | --------------------------------------- | ---------------------- | --- |
| HMS Umpire    | 30 декабря 1940  | 10 июля 1941                            |                        | Затонула от столкновения с траулером Peter Hendriks в Северном море, 19 июля 1941 |
| HMS Una       | 10 июня 1941     | 27 сентября 1941                        | ноябрь 1945            | Продана на слом, 11 апреля 1949 |
| HMS Unbeaten  | 9 июля 1940      | 10 ноября 1940                          |                        | Потоплена по ошибке британской авиацией 11 ноября 1942, в Бискайском заливе |
| HMS Undaunted | 20 августа 1940  | 30 декабря 1940                         | 11 мая 1941            | Потоплена, вероятно на мине в районе Триполи, в мае 1941 |
| HMS Union     | 1 октября 1940   | 22 февраля 1941                         | 22 июля 1941           | Потоплена итальянским кораблем к северу от Триполи, 20 июля 1941 |
| HMS Unique    | 6 июня 1940      | 27 сентября 1940                        | 24 октября 1942        | Потоплена, вероятно на мине в Бискайском заливе, около 10 октября 1942 |
| HMS Upholder  | 8 июля 1940      | 31 октября 1940                         |                        | Самая успешная британская лодка времен войны. Потоплена в Средиземном море, между 11 и 14 апреля 1942, вероятно надводными кораблями |
| HMS Upright   | 21 апреля 1940   | 3 сентября 1940                         | 19 декабря 1945        | Отправлена на слом, март 1946 |
| HMS Urchin    | 30 сентября 1940 | 19 января 1941, повторно 3 августа 1946 | декабрь 1948           | Строилась как HMS Urchin, но после спуска передана польскому флоту. Вошла в строй 19 января 1941 как ORP Sokół. Возвращена Великобритании 27 июля 1945. Вошла в строй 3 августа 1946 как HMS Urchin. Выведена из состава флота в декабре 1948. Отправлена на слом в сентябре 1949 |
| HMS Urge      | 19 августа 1940  | 12 декабря 1940                         | 6 мая 1942             | Потоплена на мине после выхода из Большой гавани Мальты, 28 апреля 1942 |
| HMS Usk       | 7 июня 1940      | 11 октября 1940                         | 3 мая 1941             | Потоплена, вероятно на мине в районе мыса Бон, не ранее 25 апреля 1941 |
| HMS Utmost    | 20 апреля 1940   | 17 августа 1940                         |                        | Потоплена итальянским кораблем к западу от Сицилии, 25 ноября 1942 |

### Третья группа (III)

III группа

Поскольку было построено множество лодок типа U, стало трудно подбирать названия на U. Вряд ли когда-нибудь ещё будет, например, корабль с названием HMS Unbridled. Часть лодок стали получать названия, начинающиеся на V. Но и среди них случались «неудобные». Часть вообще имели только номера, пока специальным приказом Адмиралтейство не распорядилось наименовать их все. Но шесть были потеряны, так и не успев получить официальных названий.
| Название                   | Спуск на воду    | Вступление в строй                 | Вывод из состава флота                | Примечания |
| -------------------------- | ---------------- | ---------------------------------- | ------------------------------------- | --- |
| HMS Uproar                 | 27 ноября 1940   | 2 апреля 1941                      |                                       | Исходно называлась P31, переименована в Ullswater в феврале 1943 , затем в HMS Uproar в апреле 1943. Продана на слом, 13 февраля 1946 |
| HMS P32                    | 15 декабря 1940  | 3 мая 1941                         |                                       | Потоплена на мине в 15 милях к ENE от Триполи, 18 августа 1941. 2 человека спаслись |
| HMS P33                    | 28 января 1941   | 30 мая 1941                        | 20 августа 1941                       | Потоплена итальянскими кораблями 18 августа (по другим данным, 23 августа) 1941 |
| HMS P36                    | 28 апреля 1941   | 24 сентября 1941                   |                                       | Повреждена бомбежкой и села на грунт в гавани Валлетты, 1 апреля 1942. Поднята 7 августа 1958. Затоплена в районе Мальты 22 августа 1958. |
| HMS P38                    | 9 июля 1941      | 17 октября 1941                    |                                       | Потоплена итальянскими кораблями к востоку от Триполи 23 февраля 1942 |
| HMS P39                    | 23 августа 1941  | 16 ноября 1941                     |                                       | Повреждена авиацией в базе на Мальте; высажена на мель в Калькаре и закамуфлирована; уничтожена повторным налетом 26 марта 1942 |
| HMS P47 / HNLMS Dolfijn    | 27 июля 1942     | не вводилась                       |                                       | Передана Нидерландам 23 сентября 1942. Вошла в строй как HNLMS Dolfijn 8 октября 1942; исключена из списков в декабре 1946; отправлена на слом в мае 1952 |
| HMS P48                    | 15 апреля 1942   | 18 июня 1942                       | 5 января 1943                         | Потоплена итальянскими кораблями в Тунисском заливе 25 декабря 1942 |
| HMS Ultimatum              | 11 февраля 1941  | 29 июля 1941                       |                                       | Продана на слом 23 декабря 1949, разобрана в 1950 |
| HMS Umbra                  | 15 марта 1941    | 2 сентября 1941                    | 9 июля 1946                           | Продана на слом 9 июля 1946, разобрана в Блайте |
| HMS Unbending              | 12 мая 1941      | 5 ноября 1941                      |                                       | Отправлена на слом в мае 1950 |
| HMS P41                    | 24 августа 1941  | не вводилась                       |                                       | Передана Норвегии 7 декабря 1941. Вошла в строй 12 декабря 1941 как KNM Uredd; Потоплена на мине в районе Будё 24 февраля 1943 |
| HMS Unbroken               | 4 ноября 1941    | 29 января 1942, повторно 1949      | 26 июня 1944, повторно 9 мая 1950     | Передана советскому ВМФ 26 июня 1944, переименована В-2, возвращена Королевскому флоту в 1949, вошла в строй как HMS Unbroken. Списана и отправлена на слом 9 мая 1950 |
| HMS Unison                 | 5 ноября 1941    | 19 февраля 1942                    | 26 июня 1944                          | Передана советскому ВМФ 26 июня 1944, переименована В-3, возвращена Великобритании в 1949, в строй не вводилась. Отправлена на слом в мае 1950 |
| HMS United                 | 18 декабря 1941  | 2 апреля 1942                      |                                       | Отправлена на слом 12 февраля 1946 |
| HMS Unrivalled             | 16 февраля 1942  | 3 мая 1942                         |                                       | Отправлена на слом 22 января 1946 |
| HMS Unruffled              | 19 декабря 1941  | 9 апреля 1942                      |                                       | Отправлена на слом в январе 1946 |
| HMS Unruly                 | 28 июля 1942     | 3 ноября 1942                      |                                       | Отправлена на слом в феврале 1946 |
| HMS Unseen                 | 16 апреля 1942   | 2 июля 1942                        |                                       | Отправлена на слом в сентябре 1949 |
| HMS P52                    | 11 октября 1942  | не вводилась                       |                                       | Передана Польше. Вошла в строй 16 декабря 1942 как ORP Dzik; служила до 25 июля 1947. Возвращена Великобритании, передана Дании. Вошла в строй в июле 1947 как U 1; переименована в Springeren в 1950. Возвращена Великобритании в 1957, отправлена на слом в апреле 1958                                                        |
| HMS Ultor                  | 12 октября 1942  | 31 декабря 1942                    |                                       | Отправлена на слом 22 января 1946 |
| HMS Unshaken               | 17 февраля 1942  | 21 мая 1942                        |                                       | Отправлена на слом в марте 1946 |
| HMS Unsparing              | 28 июля 1942     | 29 ноября 1942                     |                                       | Отправлена на слом в 1946 |
| HMS Usurper                | 24 сентября 1942 | 2 февраля 1943                     | 12 октября 1943                       | Потоплена, вероятно немецким кораблем 3 октября 1943 в Лигурийском море |
| HMS Universal              | 10 ноября 1942   | 8 марта 1943                       |                                       | Отправлена на слом в феврале 1946, разобрана в июне в Милфорд Хейвен |
| HMS Untamed / HMS Vitality | 8 декабря 1942   | 14 апреля 1943, повторно июль 1943 | 30 мая 1943, повторно 13 февраля 1946 | Затонула во время тренировочного погружения 30 мая 1943 в устье Клайда; поднята 5 июля 1943, введена в строй в июле как HMS Vitality; продана на слом 13 февраля 1946 |
| HMS Untiring               | 20 января 1943   | 9 июня 1943                        | 25 июля 1945                          | Передана Греции в 1945. Вошла в строй 25 июля 1945 как Ξιφίας («Ксифиас»), по другим данным Αμφιτρίτη («Амфитрит»). Возвращена Королевскому флоту 29 мая 1952; в строй не вводилась; потоплена в качестве подводной мишени 25 июля 1957                                                                                          |
| HMS Varangian              | 4 апреля 1943    | 10 июля 1943                       |                                       | Отправлена на слом 1 июня 1949 |
| HMS Uther                  | 3 апреля 1943    | 15 августа 1943                    | февраль 1950                          | Отправлена на слом в апреле 1950 |
| HMS Unswerving             | 19 июля 1943     | 3 октября 1943                     | 10 июля 1946                          | Отправлена на слом в июле 1949 |
| HMS Vandal                 | 19 июля 1943     | 20 февраля 1943                    |                                       | Строилась как HMS Unbridled. Переименована перед вступлением в строй. Затонула во время тренировочного выхода 24 февраля 1943 от неизвестных причин. Обнаружена в июне 1994 на глубине 100 м. |
| HMS Upstart                | 24 ноября 1942   | 3 апреля 1943                      | 25 июля 1945                          | Передана Греции в 1945. Вошла в строй 25 июля 1945 как Αμφιτρίτη («Амфитрит»). Возвращена Королевскому флоту в 1952; в строй не вводилась; потоплена в качестве подводной мишени 29 июля 1959 |
| HMS Varne / KNM Ula        | 22 января 1943   | не вводилась                       |                                       | Строилась как HMS Varne. Передана Норвегии в апреле 1943. Вошла в строй 3 апреля 1943 как KNM Ula. Продана на слом в декабре 1965; разобрана в 1966 в Гамбурге |
| HMS Vox / FFL Curie        | 23 января 1943   | повторно, июль 1946                |                                       | Передана «Свободной Франции» после спуска. Вошла в строй 2 мая 1943 как Curie; Возвращена Королевскому флоту в июле 1946; восстановлена как HMS Vox. Отправлена на слом в мае 1949 |
| HMS Venturer               | 4 мая 1943       | 19 августа 1943                    | 1946                                  | 9 февраля 1945 подводной атакой потопила немецкую U-864. Продана Норвегии в 1946. Вошла в строй как KNM Utstein; исключена из списков в январе 1964; отправлена на слом |
| HMS Viking                 | 3 мая 1943       | 30 августа 1943                    | 1946                                  | Продана Норвегии в 1946. Вошла в строй как KNM Utvær |
| HMS Vampire                | 20 июля 1943     | 13 ноября 1943                     |                                       | Отправлена на слом в марте 1950 |
| HMS Veldt / RHS Pipinos    | 19 июля 1943     | не вводилась                       |                                       | Передана Греции; вошла в строй 1 ноября 1943 как Πιπίνος («Пипинос»). Возвращена Королевскому флоту 10 декабря 1957; отправлена на слом 23 февраля 1958 |
| HMS Vox (P73)              | 28 сентября 1943 | 30 декабря 1943                    |                                       | Отправлена на слом 19 мая 1946 в Кочине, Индия |
| HMS Vigorous               | 15 октября 1943  | 13 января 1944                     |                                       | Продана на слом 23 декабря 1949 |
| HMS Virtue                 | 29 ноября 1943   | 29 февраля 1944                    |                                       | Отправлена на слом 19 мая 1946 в Кочине, Индия |
| HMS Visigoth               | 30 ноября 1943   | 9 марта 1944                       |                                       | Продана на слом в марте 1949. Разобрана в апреле 1950 |
| HMS Vivid                  | 15 сентября 1943 | 19 января 1944                     |                                       | Отправлена на слом в октябре 1950 |
| HMS Voracious              | 11 ноября 1943   | 13 апреля 1944                     |                                       | Отправлена на слом 19 мая 1946 в Кочине, Индия |
| HMS Vulpine                | 28 декабря 1943  | 2 июня 1944                        | 1947                                  | Передана Дании; вошла в строй в 1947 как Storen. Возвращена Королевскому флоту в 1958; отправлена на слом в июне 1959 |
| HMS Upshot                 | 24 марта 1944    | 13 мая 1944                        |                                       | Отправлена на слом 22 ноября 1949 |
| HMS Urtica                 | 23 марта 1944    | 20 июня 1944                       |                                       | На октябрь 1945 в активном составе не числилась. Отправлена на слом в марте 1950. |
| HMS Vineyard / FFL Doris   | 8 мая 1944       | 1 августа 1944                     |                                       | Передана «Свободной Франции» после достройки. Вошла в строй как Doris. Возвращена Королевскому флоту 18 ноября 1947. Отправлена на слом в июне 1950 |
| HMS Variance / KNM Utsira  | 22 мая 1944      | 24 августа 1944                    |                                       | Передана Норвегии 24 августа 1944. Вошла в строй как KNM Utsira; Отправлена на слом в Гамбурге в 1956 |
| HMS Vengeful               | 20 июля 1944     | 16 октября 1944                    |                                       | Передана Греции в 1945 . Возвращена Королевскому флоту в 1957; отправлена на слом 22 марта 1958 |
| HMS Vineyard / FFL Morse   | 19 августа 1944  | 1 декабря 1944                     |                                       | Передана «Свободной Франции» после достройки. Вошла в строй как Morse. Возвращена Королевскому флоту 17 сентября 1946. Передана Дании в 1947, вошла в строй как Saelen. Возвращена Королевскому флоту 16 января 1958. Отправлена на слом в августе 1958                                                                          |
| HMS Virulent               | 23 мая 1944      | 1 октября 1944                     |                                       | Передана Греции; Вошла в строй в мае 1946 как Αργοναύτης («Аргонавтос»). Формально возвращена Королевскому флоту 3 октября 1958. Во время буксировки с Мальты в Тайн 15 декабря 1958 оборвала буксир; подобрана испанскими рыбаками и отбуксирована в Пасахес 6 января 1959. Продана на слом в Испании и разобрана в апреле 1961 |
| HMS Volatile               | 20 июня 1944     | 4 ноября 1944                      | май 1946                              | Передана Греции. Вошла в строй в мае 1946 как Τρίαινα («Триаина»). Возвращена Королевскому флоту 3 октября 1958. Отправлена на слом 23 декабря 1958 |
| HMS Votary                 | 21 августа 1944  | 13 декабря 1944                    | июль 1946                             | Передана Норвегии в июле 1946. Вошла в строй как KNM Uthaug |
| HMS Vagabond               | 19 сентября 1944 | 27 февраля 1945                    |                                       | Продана на слом в 1949. Разобрана 26 января 1950 |

Кроме того, 4 лодки были отменены и разобраны на стапеле:
- HMS Veto (P88),
- HMS Virile (P89),
- HMS Upas (P92).

Ещё 17 лодок отменены и не закладывались:
- HMS Visitant (P91),
- HMS Ulex (P93),
- HMS Utopia (P94),
- HMS Vantage,
- HMS Vehement (P25),
- HMS Venom (P27),
- HMS Verve (P28),
- HMS Unbridled (P11),
- HMS Upward (P16),

и 8 единиц, не получивших названия.